# Gustave de Martinel
Gustave de Martinel, noto anche con il nome italianizzato di Gustavo De Martinel, (Chambéry, 30 ottobre 1813 – Chambéry, 25 gennaio 1901), è stato un politico francese.

## Biografia

### Famiglia
François Gustave Joseph de Martinel è nato nel 1813 a Chambéry, che allora faceva parte del dipartimento del Monte Bianco. Il ducato di Savoia era stato annesso alla Francia nel 1792.
La madre Angélique Louise Camille de Caze de Méry era vedova di Alban, un colonnello caduto nel 1813 alla battaglia di Lützen e si era risposata con il generale Gabriel de Launay · . Lo zio, Joseph-Français-Marie de Martinel, gli lasciò come legato il castello de Martinel, a Cognin.
La Savoia tornò in possesso del regno di Sardegna nel 1815.
Sposò in 15 febbraio 1843 Alexandrine Gertrude Clémentine de Crousaz-Cretet, figlia del barone Crousaz-Crétet.

### Carriera politica
Lo Statuto albertino  offre nuove prospettive politiche. Gustave de Martinel è eletto deputato conservatore del Regno di Sardegna, nel collegio di Aix les Bains nell'aprile del 1848, per la I legislatura del Regno di Sardegna. Mantiene il mandato fino alla VII legislatura, quando la Savoia viene ceduta alla Francia imperiale.
Durante il dibattito per l'annessione della Savoia alla Francia, fa parte della delegazione di 41 savoiardi (nobili, borghesi, funzionari ministeriali) favorevoli all'annessione, guidata dal conte Amédée Greyfié de Bellecombe e ricevuta dall'imperatore Napoleone III.
Durante il Secondo Impero è eletto nel 1860 consigliere generale del cantone di La Motte-Servolex, carica che conserva fino al 1871.